# Hil Yesenia Hernandez
Hil Yesenia Hernandez Escobar, nascida em 1984, é uma miss chilena que venceu o Miss Terra 2006, concorrendo com outras 81 candidatas. A coroação aconteceu em Manila, Filipinas, na noite de 26 de novembro.
Sua experiência nas passarelas começou com a participação em concursos de modelos, assim como em concursos de beleza, como o Miss Mundo Chile, do qual participou em 2003. Durante seu reinado, viajou para Singapura, Vietnã, EUA, Porto Rico, Bolívia e China, entre outros países e participou de diversos fóruns para promover a consciência ambiental. 
O restante da sua corte, composta pelas outras três finalistas, foi: Miss Fogo, Marianne Martinez da Venezuela, Miss Ar, Amruta Patki da India e Miss Água, Catherine Untalan das Filipinas. 